# Каменка (станция метро)
«Ка́менка» — строящаяся станция Невско-Василеостровской линии Петербургского метрополитена. Будет располагаться между перспективными станциями «Богатырская» и «Парашютная».

## История

### Проектирование
В июне 2017 года стало известно о конкретных планах продолжения Невско-Василеостровской линии. Планировалось что после того, как тоннелепроходческий механизированный комплекс «Надежда», производства фирмы Herrenknecht, завершит строительство тоннеля от «Беговой» до «Приморской», его демонтируют, а после привезут к стартовому котловану на Туристской улице, после чего щит отправится в сторону будущей станции «Планерная». 25 августа 2017 года в 06:45 утра, щит «Надежда» вошёл в демонтажную камеру, после чего планировалось за 2 месяца выполнить его демонтаж. Из-за того что Главгосэкспертиза заложила на демонтаж, транспортировку, ремонт и монтаж щита 36 млн рублей вместо требующихся 180 млн рублей, а Смольный не спешил выделять деньги, дальнейшая судьба щита была в подвешенном состоянии. Генеральный директор «Метростроя» Николай Александров заявил, что «ни в этом, ни в следующем году щит не пойдет никуда». В дальнейшем, 36 млн рублей хватило, чтобы извлечь комплекс из тоннеля, его узлы перевезти к шахте на Крестовском острове, затем поднять на поверхность и развезти узлы по двум адресам: в цех управления механизации — электрогидрооборудование, шнек с приводом, а большую часть узлов отправить в шахту № 462, на Туристской улице.
В январе 2018 года Комитет по градостроительству и архитектуре Петербурга распорядился подготовить проект планировки и межевания для строительства перегона метро от «Беговой» до «Планерной». Планировка затронет участок в 18,4 га, который тянется от пересечения Туристской и Оптиков до угла Шуваловского проспекта и Парашютной улицы. Рабочее название новой станции «Зоопарк», официально её назовут «Планерная». 30 октября Глава комитета по развитию транспортной инфраструктуры Сергей Харлашкин заявил, что ввод участка метро от «Беговой» до станции «Шуваловский проспект», включая станцию «Туристская», запланирован на 2023 год. 22 ноября Комитет по градостроительству и архитектуре отменил собственное распоряжение о планировке территории, и тут же дал старт новому планированию до 20 ноября 2019 года.
21 февраля 2019 года Комитет по развитию транспортной инфраструктуры рассказал, что в течение нескольких месяцев будет объявлен тендер на строительство первых 500 метров продолжения зелёной ветки от «Беговой» до «Планерной», а в начале 2020 года должна быть проведена закупка на строительство всего участка целиком. Работы должны были проводиться с применением горнопроходческого комплекса «Надежда», который стоял без работы. Закупка на строительство такого маленького участка (500 м) обосновывается тем, что пока подрядчик ведет подготовительные работы, выходит на площадку и начинает проходку, как раз должна закончиться корректировка документации и прохождение экспертизы для оставшихся 4,5 км участка. Данный «трюк» позволяет сэкономить от 7, а с учётом тонкостей строительства, до 12 месяцев. 10 апреля появилось распоряжение Комитета по градостроительству и архитектуре Петербурга на подготовку проекта планировки территории с точным местом размещения двух станций метро «Богатырская» и «Зоопарк». Но в 2019 году никаких работ по строительству станции и перегонных тоннелей не производилось, ТПМК «Надежда» был разобран и осенью 2019 года отправлен на строительство Московского метрополитена, где 20 февраля 2020 года начал проходку тоннеля на участке Большой кольцевой линии метро от станции «Кунцевская» до станции «Давыдково». 22 июля 2020 года Комитет по развитию транспортной инфраструктуры (КРТИ) сообщил, что разработка проекта планировки территории для будущей станции метро «Планерная» находится на финальной стадии. По новому распоряжению Комитета по градостроительству и архитектуре (КГА) проект планировки территории должен быть готов до 21 января 2022 года.

### Строительство
19 апреля 2022 года председатель Комитета по развитию транспортной инфраструктуры Андрей Левакин сообщил, что в этом году «Метрострой Северной Столицы» приступит к прокладке линии от «Беговой» к станции «Каменка». В июле Главгосэкспертиза России выдала положительное заключение на подготовительный этап строительства участка Невско-Василеостровской линии Петербургского метрополитена до будущей станции «Каменка». В ноябре утверждено дополнительное соглашение на продолжение линии петербургского метро в рамках первого подготовительного этапа.
В декабре 2022 года стало известно, что проходка Невско-Василеостровской линии метрополитена со строительной площадки на Туристской улице в сторону будущих станций начнётся во втором квартале 2023 года. 10 июня 2023 состоялся тестовый запуск ТМПК «Надежда». Щиту предстоит пройти участок длиной 4600 метров и установить более 2555 железобетонных колец. В среднем «Надежда» способна монтировать 6-7 колец диаметром более десяти метров в сутки.

## Название
24 декабря 2013 года Топонимическая комиссия Санкт-Петербурга одобрила присвоение станции с проектным названием «Зоопарк» официального названия «Планерная», а официально название «Планерная» было утверждено постановлением правительства Санкт-Петербурга № 536 от 23 июня 2014 года.
В сентябре 2018 года стало известно, что топонимическая комиссия готовит проект переименования станции c «Планерная» на «Шуваловский проспект». Это обусловлено тем, что станция будет расположена на Шуваловском проспекте между Планерной улицей и проспектом Авиаконструкторов, при этом такое же название официально носит проектируемая станция 5 линии, между которой запланирован переход. Комиссия поначалу хотела присвоить каждой собственное название, но не получается «из-за отсутствия каких-либо известных ориентиров». 18 марта 2019 года, на сайте Смольного был опубликован проект изменения постановления правительства города «О наименовании станций метрополитена», где название станции «Планерная» заменяется на «Шуваловский проспект». В декабре 2019 года, в связи с изменением местоположения выхода, топонимическая комиссия изменила проектное название станции с «Планерная» на «Каменка». Поскольку здесь будет организована пересадка на 5-ю линию, комитет по развитию транспортной инфраструктуры захотел, чтобы у станций каждой линии было свое название. Официально «Планерную» переименовали в «Каменку» постановлением от 5 июня 2020 года. Станция названа по одноименному историческому району Санкт-Петербурга.

## Расположение
Для размещения вестибюля этой станции рассматривается несколько вариантов: пересечение Планерной улицы с Шуваловским проспектом, пересечение Шуваловского проспекта с проспектом Авиаконструкторов, а также на самой Планерной улице вблизи планировавшегося нового зоопарка в Юнтолово. В связи с этим предполагалось назвать станцию «Зоопарк». Последний вариант был отвергнут в результате отказа от идеи строительства зоопарка в Приморском районе. Поэтому для станции «Зоопарк» рассматривались другие варианты названия. В ноябре 2018 года Смольный утвердил место нахождения станции — пересечение Шуваловского и Комендантского проспектов. К концу ноября 2019 года должен был быть подготовлен проект с планом территории. В декабре стало известно, что выход с «Каменки» будет находиться у перекрёстка Комендантского и Шуваловского проспектов. В начале лета 2020 года администрация СПб издало постановление, по которому выход и с «Шуваловского проспекта», и с «Каменки» определён в одном месте — на перекрестке Комендантского и Шуваловского проспекта. Решение изменить местоположение вестибюля, организовав его рядом с выходом станции «Шуваловский проспект», власти объяснили желанием «сократить размеры строительной площадки станций».

## Перспективы
Планируется, что в дальнейшем станция будет иметь переход на станцию «Шуваловский проспект» Фрунзенско-Приморской линии.